# Jan Schreurs
Jan Schreurs (Amberes, 1952) es un arquitecto y urbanista belga.

## Trayectoria
Formado en la Katholieke Universiteit Leuven (KU Leuven) en arquitectura y urbanismo, se doctoró en ciencias aplicadas en la misma universidad, donde imparte clases como profesor de Arquitectura, Urbanismo y Planeamiento en la Facultad de Ingeniería desde 1991. Es también profesor de Arquitectura en la LUCA School of Arts, anteriormente llamada Hogeschool voor Wetenschap & Kunst en Bruselas.
Schreurs centra su interés en el análisis y diseño de espacios mediante procesos de creativos e innovadores. Sus conocimientos en física y sus estudios en el ámbito de la construcción le han llevado a plantearse el vínculo entre la práctica y la teoría, cuestión central tanto para su actividad docente como investigadora. Ha participado en proyectos de diseño espacial como el 'Flemish Policy Research Centre Space' entre 2012 y 2015, el 'Flemish Policy Research Centre Housing Space de 2007 a 2011' y, anteriormente, 'SP2SP (Spatial Planning to Strategic Projects)', entre otros. Es miembro del comité de expertos del Premio Europeo del Espacio Público Urbano.